# 馬慕瑞

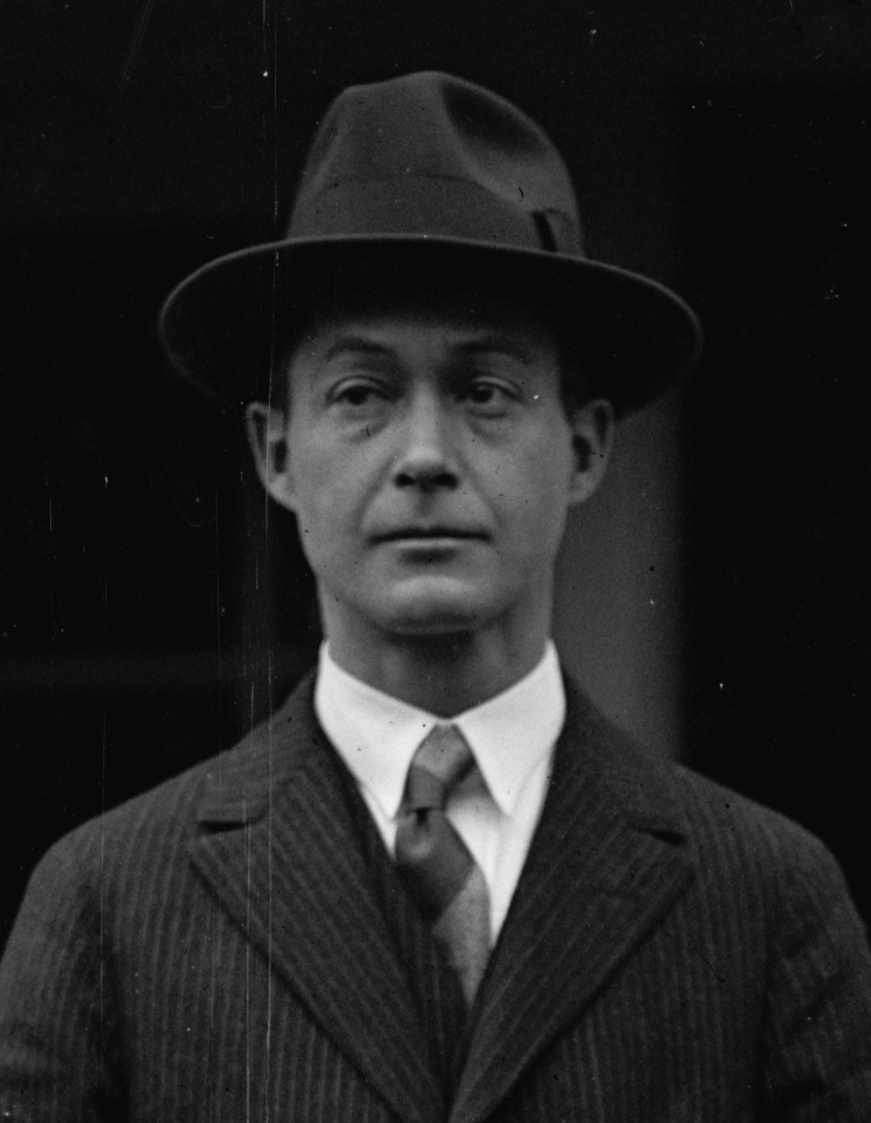
马慕瑞

约翰·范·安特卫普·马慕瑞（英語：John Van Antwerp MacMurray，1881年10月6日—1960年9月25日），又譯馬克謨，是美国外交官、政治家。

## 生涯
1913年至1917年任驻华公使头等参赞。1917年-1919年任美国驻东京领事馆参赞。1925年1月-5月任助理国务卿。1925年5月任美国驻华特命全权公使。1929年11月离任。任期内代表美国承认国民政府。

## 著作
- 《列强对华条约汇编（1894—1919）》（两卷）